# Rosella Ayane
Pour les articles homonymes, voir Ayane.
Rosella Annie Ayane (en arabe : غزالة عيان), née le 16 mars 1996 à Reading en Angleterre, est une footballeuse internationale marocaine qui joue au poste d'attaquante à Tottenham.
Elle fait partie de la première sélection marocaine à s'être qualifiée à une Coupe du monde féminine et à l'avoir disputé en 2023.

## Biographie
D'un père marocain et d'une mère écossaise, Rosella Ayane naît à Reading le 16 mars 1996,. Son père, Mohamed Ayane, meurt quand elle a 13 ans. Rosella a aussi une grande sœur, Yasmine.

### Carrière en club

#### Débuts pro à Chelsea FC (2013-2016)
Alors âgée de 17 ans, Rosella Ayane qui passe une grande partie de sa formation à Chelsea, dispute son premier match avec l'équipe senior contre Doncaster Rovers en entrant en jeu le 4 août 2013 à la 79e minute à la place de l'internationale suèdoise Sofia Jakobsson.
Elle marque son premier but en Super League le 5 septembre 2013 contre Bristol City. Titulaire pour la première fois ce jour-là, elle marque l'unique but de son équipe. Cependant son équipe s'incline (3-1).
A l'issue de la saison 2013, Rosella Ayane aura disputé quatre matchs avec l'équipe première dont deux titularisations.
La saison suivante, elle ne dispute que deux matchs de Super League avec l'équipe première. En revanche, elle marque un doublé en Coupe de la ligue lors de la victoire de Chelsea 4-0 contre Millwall le 14 mai 2014. Alors qu'elle débutait sur le banc, Ayane entre en jeu à la 71e et marque les deux autres buts à la 78e et 84e qui sécurise les trois points pour les « Blues ».

#### Prêt à Millwall (2015)
Rosella Ayane est prêtée par Chelsea en mars 2015 jusqu'en mai de la même année à Millwall Lionesses qui évolue en deuxième division.
Elle marque son premier but en Championship à l'occasion de son premier match avec les « Lionesses » le 29 mars 2024 face à Everton. Titularisée ce jour-là, la rencontre se termine par un match nul (1-1).

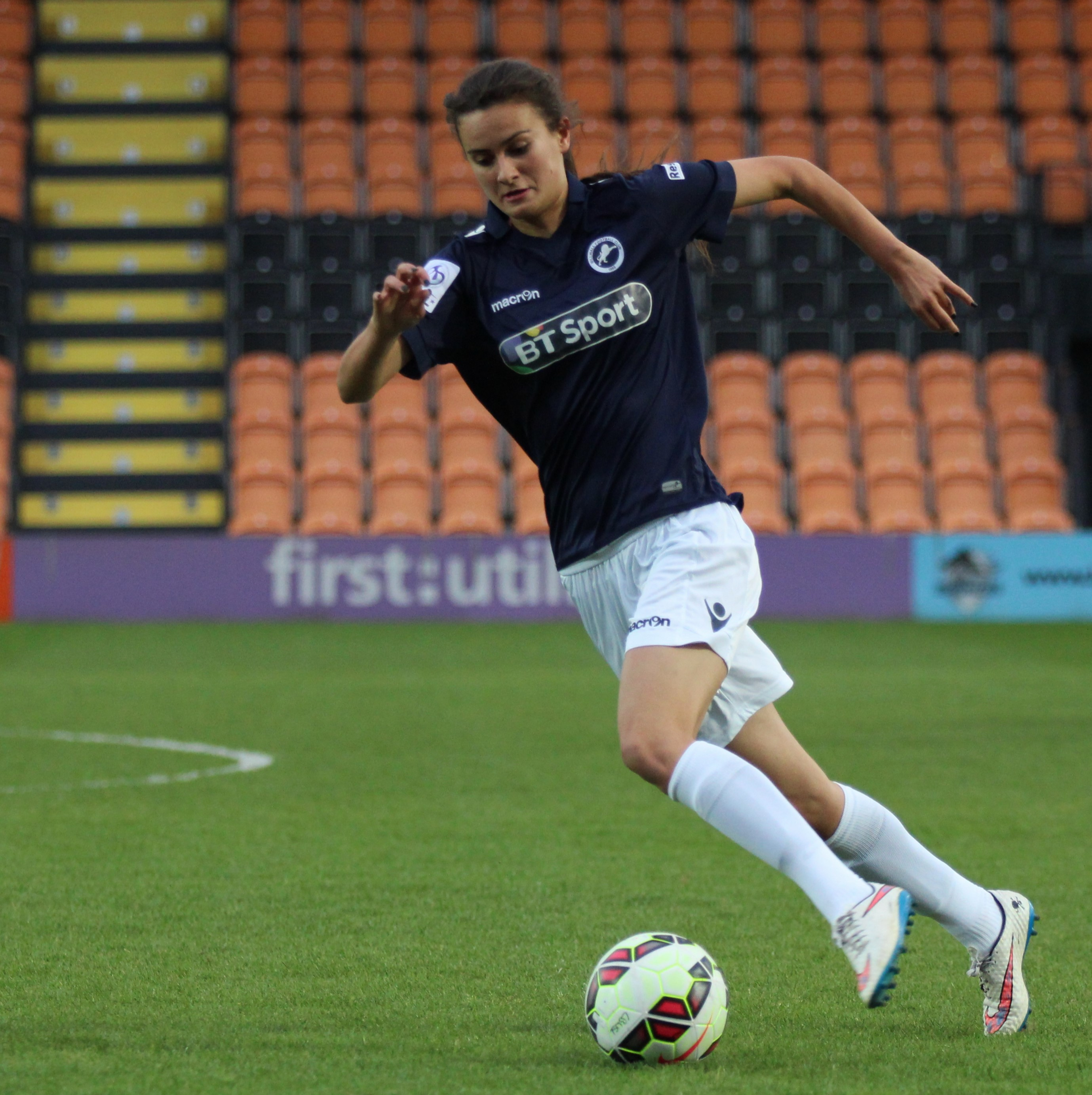
Rosella Ayane avec Millwall (mai 2015)

Elle inscrit son 2e but avec Millwall le 10 mai 2015 lors de la réception de Yeovil Town dans un match qui se solde sur un score de parité (2-2).
La journée suivante le 17 mai 2015, elle marque son 3e but contre Watford (victoire, 3-2).
Elle inscrit son 4e et dernier but avec Millwall le 27 mai 2015 en déplacement chez Londons Bees. Ce jour-là, elle inscrit le seul but de son équipe qui s'incline sur le score de 2 buts à 1.
À l'issue de son prêt, Rosella Ayane aura disputé un ensemble de sept matchs de Championship (tous en étant titulaire) et marqué quatre buts.
Bien qu'elle ne soit pas dans le groupe retenue pour la finale, Rosella Ayane remporte avec Chelsea la Coupe d'Angleterre en août 2015.
Toujours avec les « Blues », elle remporte également le Championnat d'Angleterre en 2015. Il s'agit du premier titre de championnat pour le club londonien qui finit premier avec 32 points, à deux longueurs devant son poursuivant Manchester United.
Le 14 octobre 2015, elle joue son premier match de Ligue des champions en entrant en jeu face à Glasgow City à la 75e minute à la place de l'internationale anglaise Eniola Aluko. Lors de ce match comptant pour les 16es de finale, Chelsea s'impose à l'extérieur sur le score de trois buts à zéro. Cependant le parcours des « Blues » en Ligue des champions s'arrête au tour suivant face à Wolfsburg, futur finaliste de cette édition (défaite 4-1 au score cumulé). Bien qu'elle soit sélectionnée pour disputer ce huitième de finale, Rosella Ayane n'entre en jeu ni au match aller, ni au match retour.

#### Prêt à Bristol (2016)
En février 2016, Rosella Ayane est prêtée à Bristol City qui évolue en Championship (deuxième division).
Ayane dispute son premier match avec Bristol le 28 février 2016 dans le cadre du 4e tour de la Coupe d'Angleterre face à Yeovil Town. Titulaire, son équipe s'incline aux tirs au but après 0-0 à la fin du temps réglementaire. Bristol City prend sa revanche le 23 mars 2016 en championnat en s'imposant face à Yeovil Town sur le score de 3 buts à 2 grâce notamment à un doublé de Rosella Ayane, ses premiers buts sous ses nouvelles couleurs. Elle inscrit son 3e but avec Bristol le 1er mai 2016 contre Watford (victoire, 2-0). Le 22 mai 2016, Bristol s'incline face à Sheffield United sur le score de 3 buts à 1. Rosella Ayane marque le seul but de son équipe durant ce match qui est son dernier avec le club de Bristol.

#### Prêt à Everton (2016)
Rosella Ayane est prêtée pendant un an par Chelsea à Everton.
Elle dispute treize matchs et inscrit un seul but.

#### Expérience à Chypre avec l'Apollon Limassol (2017-2018)
Rosella Ayane quitte l'Angleterre pour découvrir un nouveau championnat, celui de Chypre en s'engageant avec l'Apollon Limassol.
Durant cette unique saison à Chypre, elle inscrit un total de vingt buts dont cinq lors des tours préliminaires de la Ligue des champions.
Bien qu'elle termine vice-championne de Chypre, Ayane remporte la Supercoupe de Chypre en s'imposant aux tirs au but face à Barcelona FA de Limassol (en) après un score de 1-1 à l'issue du temps réglementaire. C'est elle qui marque le seul but de son équipe.

#### Retour en Angleterre à Bristol City (2018-2019)
Rosella Ayane retrouve Bristol qui regagne entre-temps la première division. Tantôt remplaçante, tantôt titulaire elle dispute lors de cette saison 2018-2019 quinze matchs en championnat. Elle n'inscrit qu'un seul but, contre Yeovil Town le 27 janvier 2019 où elle permet à son équipe de gagner le match (2-1). Bristol se maintient pour la saison suivante en terminant à la 6e place.

#### Avec Tottenham Hotspur (depuis 2019)
Rosella Ayane rejoint Tottenham Hotpsur pendant l'été 2019.
Lors de sa première saison avec les Spurs women, elle dispute un total de quinze matchs.
Ayane fait ses débuts avec son nouveau club, le 8 septembre 2019 à Stamford Bridge contre Chelsea en entrant en jeu à la 86e minute à la place de Siri Xorm.
Elle marque un but lors de l'écrasante défaite (5-1) contre son ancien club Chelsea le 20 novembre 2019 à l'occasion de la phase de groupes de la FA Women's League Cup.
En championnat, elle ne marque pas mais délivre une passe décisive en FA Cup le 26 janvier 2020 lors de victoire (5-0) contre 
Barnsley.
Lors de sa deuxième saison avec Tottenham, Rosella Ayane dispute vingt-quatre matchs dont dix-neuf en Super league.
Buteuse contre Aston Villa le 13 décembre 2020, Tottenham remporte le match trois buts à un.
Elle inscrit un but également contre London City en phase de groupes de FA Cup.
Lors de la troisième saison avec les Spurs Women, elle dispute un total de 23 matchs toutes compétitions confondues en club.
Cet exercice 2021-2022 est marqué par son triplé en FA Women’s League Cup le 17 novembre 2021 lors de l'écrasante victoire contre Watford (11-0).
Elle n'inscrit qu'un but en championnat, contre West Ham le 16 janvier 2022. Les deux équipes se quittent dos à dos (1-1). Le but égalisateur de West Ham est inscrit en fin de match dans le temps additionnel.
Rosella Ayane qui termine vice-championne de la CAN 2022 avec le Maroc dispute la Women's Cup durant laquelle elle marque l'unique but des Spurs le 17 août 2022 contre Tokyo Verdy lors du match pour la 5e place qui se termine par une victoire japonaise (2-1).

##### Saison 2022-2023
Rosella Ayane dispute son premier match de championnat de la saison, le 18 septembre 2022 contre Leicester City. Mais elle est contrainte à sortir dès la 15e minute en raison d'une blessure.
L'internationale marocaine retrouve les terrains le 30 octobre 2022 en entrant en jeu contre Brighton. Match qui voit Tottenham s'imposer sur un score large (8-0).
En décembre 2022, lors de la Coupe de la ligue, elle inscrit son premier but de la saison contre Coventry. Le match se termine sur un score de 5-1 en faveur de Tottenham.
Toujours en Coupe de la ligue, Rosella Ayane délivre une passe décisive sur l'unique but du match contre Southampton.
Le 29 janvier 2023 en 16e de finale de la FA Cup, elle délivre une passe décisive sur le premier but des Spurs qui s'imposent (5-0) et se qualifient aux dépens de London City Lionesses. Mais Tottenham se fait sortir au tour suivant, en huitième de finale, par Reading aux tirs au but. Rosella Ayane participe à la séance des pénaltys en marquant un but, mais ceci est insuffisant pour se qualifier à la suite du tir manqué de sa coéquipière Kerys Harrop.
Lors de la 14e journée de Super League le 5 mars 2023, elle est passeuse décisive malheureuse sur l'unique but de Tottenham face à Manchester City (défaite, 3-1).
La journée suivante elle s'illustre en marquant l'unique but des Spurs contre Liverpool (défaite de Tottenham, 3-1).
Le 15 mars 2023, elle délivre une passe décisive pour l'unique but du match face à Leicester. Tottenham met donc fin à une série de neuf matchs sans victoire.
Lors de la dernière journée de Super League le 27 mai 2023, elle délivre deux passes décisives contre West Ham pour l'internationale anglaise Bethany England (Score final : 2-2).
Elle boucle la saison sportive 2022-2023 en ayant pris part à 25 matchs toutes compétitions confondues avec les Spurs dont 16 titularisations pour 2 buts marqués. La Marocaine délivre 6 passes décisives dont 4 en championnat.
Le 14 juillet 2023 elle renouvelle son contrat avec Tottenham pour deux saisons supplémentaires.

#### Saison 2023-2024
Rosella Ayane poursuit son aventure avec les Spurs et dispute son premier match de la saison en déplacement chez Chelsea. Elle entre en jeu lors de cette rencontre qui se termine sur le score de 2 buts à 1 en faveur des locales.
Le 22 novembre 2023, pour sa 90e apparition sous le maillot de Tottenham, elle inscrit un doublé en Coupe de la ligue face à Bristol City (victoire, 3-0). Mais son équipe se fait éliminer par Arsenal le match qui suit aux tirs au but après un score de 3-3 à la fin des 90 minutes (Rosella convertit son tir au but).
Le 14 janvier 2024 elle débute sur le banc des remplaçantes contre Sheffield dans le cadre des 16e de finale de la Coupe d'Angleterre. Alors que son équipe est menée 2 buts à 0, elle entre en jeu à la 66e minute et Tottenham parvient à remonter le score et à égaliser grâce à deux buts d'Bethany England. Rosella Ayane inscrit le but de la qualification au bout du temps additionnel. Mais en Coupe de la Ligue, Tottenham se fait éliminer au stade des quarts de finale par Manchester City le 7 février 2024 sur une courte défaite (1-0). Match durant lequel Rosella Ayane entre en fin de partie.
En quart de finale de la « FA Cup », Tottenham affronte Manchester City. Rosella Ayane fait son entrée à l'heure de jeu. Menée au score 1-0, son équipe parvient à égaliser dans le temps additionnel grâce à un but d'England. Les deux équipes jouent alors deux mi-temps de prolongations mais elles n'arrivent pas à se départager et disputent donc une séance de tirs au but remportée par Tottenham. Rosella Ayane participe à cette séance, mais manque son pénalty.
Le 17 mars 2024 face à Leicester City, elle entre en jeu et fait sa 100e apparition sous le maillot de Tottenham.
Vient alors le jour de la finale de la Coupe d'Angleterre face à Manchester United le 12 mai 2024 au Stade de Wembley. Finale remportée par les Mancuniennes sur le score de 4 buts à 0. Rosella Ayane participe à cette finale en entrant en jeu à la 68e minute alors que le score est de 3 buts à 0.

#### Prêt aux Red Stars de Chicago (2024)
Peu utilisée par Tottenham, Rosella Ayane est prêtée au Red Stars de Chicago qui évolue en Soccer League, l'élite du football féminin américain. Elle fait sa première apparition le 20 octobre 2024 en étant titularisée face au Spirit de Washington (défaite 2-0).

#### Retour de prêt à Tottenham (2024-)
De retour de prêt à Tottenham Hotspur, Rosella Ayane dispute son premier match de la saison le 29 janvier 2025 face à Everton dans le cadre du 4e tour de la Coupe d'Angleterre (défaite, 2-0).
Le 20 avril 2025, elle entre en jeu face à Aston Villa et dispute son 100e match en Super League.

### Carrière internationale

#### Angleterre -17 ans et -19 ans
Rosella Ayane joue d'abord pour l'Angleterre en catégorie de jeunes.
Avec la sélection des -19 ans, elle dispute successivement l'Euro 2014 et l'Euro 2015 en étant titulaire à tous les matchs.
Lors des qualifications de l'Euro 2014, Rosella Ayane inscrit un des buts de la victoire (2-0) contre la Serbie le 7 avril 2014.
Ayane marque un autre but lors des qualifications de l'Euro 2015, contre la Norvège le 4 avril 2015. Menées 2-0, c'est elle qui réduit le score à la 88e avant que sa coéquipière Leah Williamson ne marque le but égalisateur sur pénalty au bout du temps additionnel.
Les deux éditions sont décevantes pour les Three Lionesses puisqu'elles ne parviennent pas à passer le premier tour des deux phases finales respectives.

#### Équipe du Maroc
Rosella Ayane reçoit sa première convocation en équipe du Maroc sous la houlette de Reynald Pedros pour un stage à Rabat du 7 au 15 juin 2021.
Avec Zahra Cheeseman, elle fait partie des premières joueuses de la diaspora marocaine du Royaume-Uni à être appelée en équipe du Maroc.
Elle avait été contactée par la FRMF avant ce stage et l'arrivée de Pedros à la tête de la sélection. Rosella Ayane refuse dans un premier temps de venir et explique qu'elle a besoin de temps pour prendre une décision.
« Le Maroc m'avait contacté il y a un an ou deux quand ils avaient un autre entraîneur, et je leur ai parlé au téléphone mais ça ne me semblait pas juste à ce moment-là. L'appréhension d'aller dans un environnement inconnu, où vous ne connaissez ni la culture ni la langue. C'était tellement différent de ma vie quotidienne en Angleterre.  »
— Rosella Ayane, pour Versus.uk le 19 juillet 2023
Mais après avoir pris le temps de réfléchir, elle justifie que le choix de la sélection marocaine est dû à ses souvenirs d'enfance et notamment à son père, décédé, et qu'elle souhaite le représenter au niveau international.
« J'ai tellement de bons souvenirs du Maroc, et la raison pour laquelle j'ai fini par choisir, était celle de mon papa. J'ai joué au football avec lui en grandissant. »
— Rosella Ayane, pour Versus.uk le 19 juillet 2023
C'est alors que Rosella Ayane fait ses débuts sous la tunique des Lionnes de l'Atlas contre le Mali le 10 juin 2021 et n'attend pas longtemps pour ouvrir son compteur de buts internationaux puisque 59 secondes lui ont suffi pour débloquer le score du match, un des buts les plus rapides de l'histoire de la sélection marocaine.

#### Coupe d'Afrique des nations 2022: Parcours inédit du Maroc
Rosella Ayane est sélectionnée par Reynald Pedros pour disputer la CAN 2022 au Maroc.
La sélection marocaine termine finaliste de la compétition. Elle se qualifie pour la première fois de son histoire à une phase finale de Coupe du monde.
Titularisée lors de toutes les rencontres, Rosella Ayane marque le tir au but décisif lors de la demi-finale contre le Nigéria. Elle marque deux buts durant cette édition, dont un lors de la finale perdue contre l'Afrique du Sud.

#### Coupe du monde 2023: Exploit des Marocaines
Après avoir manqué le stage précédent en raison d'une blessure, Ayane est appelée à nouveau par Pedros pour prendre part à un stage à Marbella en Espagne durant la fenêtre FIFA du mois de novembre 2022. Lors de ce stage, le Maroc affronte l'Irlande (24ème au rang mondial à cette période). Bien que dans le groupe, elle ne joue aucun des deux matchs.
En février 2023, le Maroc dispute deux matchs amicaux à Antalya les 17 et 21 février respectivement contre la Slovaquie et la Bosnie-Herzégovine. Elle ouvre le score contre les Slovaques (victoire marocaine 3-0). Elle est également buteuse contre les Bosniennes (victoire marocaine, 2-0).
Elle est sélectionnée en avril 2023 pour prendre part à deux matchs amicaux internationaux contre la Tchéquie et la Roumanie respectivement le 6 avril 2023 à Prague et le 11 avril 2023 à Bucarest. Ayane dispute ces deux rencontres dans leur intégralité qui voient le Maroc s'incliner : 2-0 face aux Tchèques et 1-0 contre les Roumaines.
Le 19 juin 2023, le sélectionneur français Reynald Pedros annonce une liste de 28 joueuses présélectionnées pour prendre part à un stage en Autriche du 20 juin au 9 juillet ainsi qu'aux matchs amicaux (contre l'Italie le 1er juillet, la Suisse le 5 juillet et la Jamaïque le 16 juillet) dans le but de préparer la Coupe du monde 2023. Rosella Ayane est retenue dans cette première liste. Elle dispute sa 20e sélection sous le maillot marocain en entrant en jeu contre l'Italie à Ferrare dans un match qui voit les deux équipes se quitter sur un score nul et vierge. Après le stage effectué en Autriche et les matchs amicaux disputés contre l'Italie et la Suisse, Ayane est sélectionnée dans la liste finale des 23 joueuses retenues pour défendre les couleurs marocaines au Mondial.

Le Maroc fait alors son entrée en lice à la Coupe du monde 2023 en affrontant l'Allemagne à Melbourne lors de la première journée le 24 juillet 2023 dans un match qui se termine sur une large victoire des Allemandes (6-0). Ayane dispute ainsi son premier match de Coupe du monde, en tant que titulaire. Les Marocaines se rattrapent le match suivant face à la Corée du Sud en s'imposant sur le score de 1-0, avec un premier but et un premier succès de la sélection dans la compétition. Puis lors de la dernière journée, les Lionnes de l'Atlas rééditent avec une autre victoire contre la Colombie (1-0). Dans le même temps la Corée du sud réussit à tenir en échec l'Allemagne (1-1). 

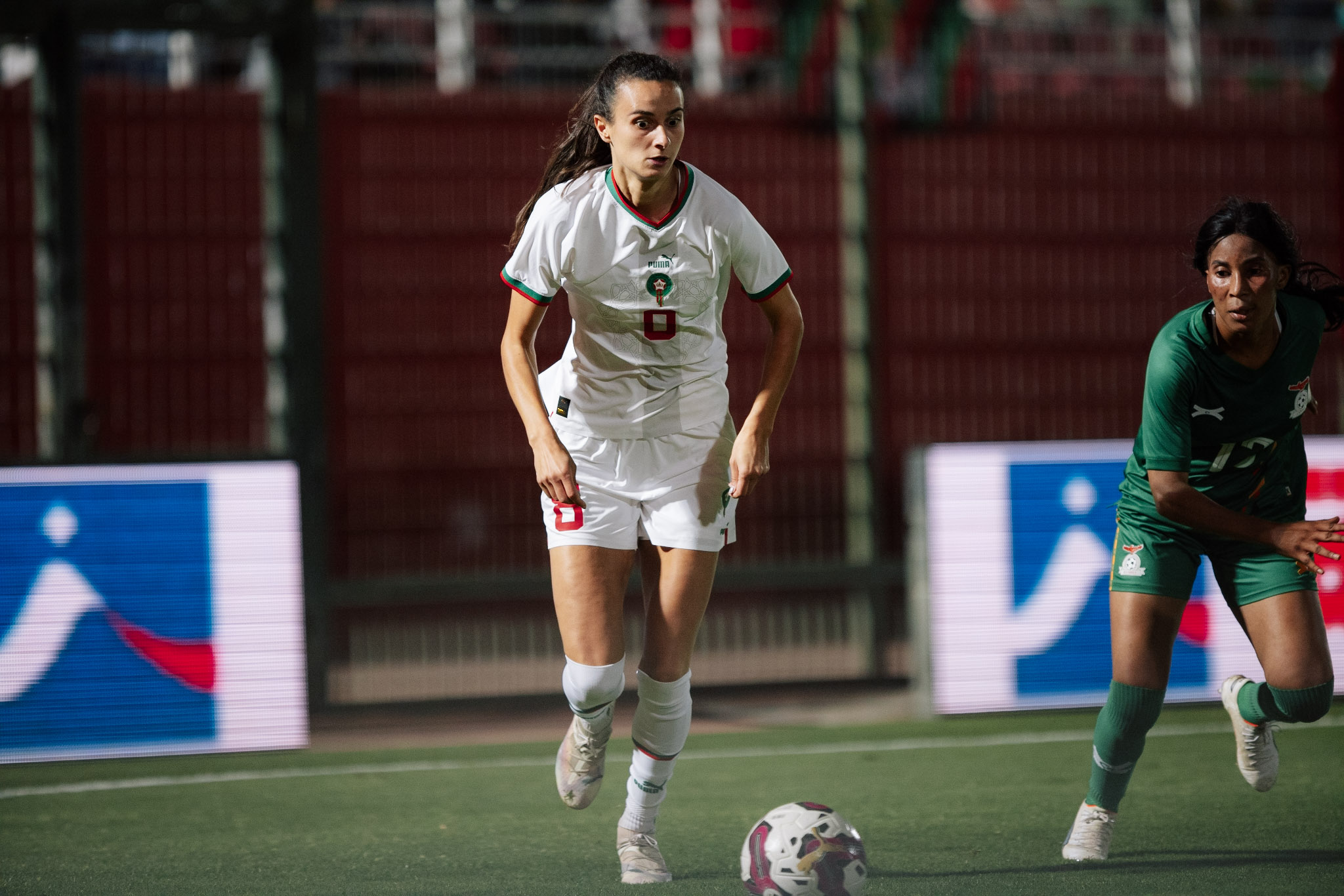
Rosella Ayane face à la (avril 2024)

Résultats qui permettent au Maroc de décrocher une qualification historique pour les huitièmes de finale. Après cet exploit, les protégées de Reynald Pedros se frottent aux Françaises. Largement dominatrice, la France s'impose sur le score de 4-0 et l'aventure du Maroc au Mondial prend fin. Si Rosella Ayane est titularisée au premier match, elle débute sur le banc de touche lors des autres rencontres du tournoi tout en entrant en jeu à chaque fois.

#### JO 2024: Echec des Marocaines au dernier tour
Dans le cadre des préparations aux qualifications des Jeux olympiques 2024, le Maroc reçoit la Zambie les 22 et 26 septembre 2023 pour une double confrontation amicale. Les Marocaines s'inclinent lors des deux rencontres. La première à Casablanca sur le score 2-0 et la deuxième à Rabat sur un lourd score de 6 à 2. Rosella Ayane entre en jeu lors des deux matchs et inscrit son 10ème but en sélection lors du deuxième match.
Exemptée du premier tour, la sélection affronte la Namibie lors du 2ème tour des qualifications des JO 2024. La Namibie étant dans l'incapacité de recevoir, les deux matchs se jouent au Maroc. Les Marocaines s'imposent lors des deux manches. La première à Marrakech le 26 octobre 2023 sur le score de 2-0, et la deuxième à Rabat avec le même score. Rosella Ayane dispute les deux rencontres et délivre une passe décisive au match aller.
Après avoir éliminé la Tunisie, les Marocaines sont donc opposées aux Zambiennes lors du 4e et dernier tour des qualifications. Si elle est parvenue à s'imposer en Zambie lors du match aller le 5 avril 2024 sur le score de 2 buts à 1, la sélection marocaine ne parvient pas à se qualifier pour la phase finale des Jeux à la suite de sa défaite 2 à 0 au match retour à Rabat le 9 avril 2024 après prolongations. Rosella Ayane qui n'était pas entrée en jeu au tour précédent face aux Tunisiennes, débute les deux rencontres sur le banc et marque le but victorieux du match aller à Ndola dans le temps additionnel quelques minutes après son entrée en jeu,.

#### Coupe d'Afrique 2024
Rosella Ayane est sélectionnée par Jorge Vilda pour une double confrontation amicale face à la RD Congo les 30 mai et 3 juin 2024 à Berkane. Le Maroc remporte les deux rencontres. La première sur le score de 2 buts à 1 et la deuxième, 3 buts à 2. Ayane joue la première manche en tant que titulaire, et entre en jeu lors de la deuxième.
Elle est convoquée pour disputer deux matchs amicaux contre la Tanzanie et le Sénégal respectivement les 25 et 29 octobre 2024 au Stade Père-Jégo. Les Marocaines remportent les deux rencontres avec un score de 4-1 face aux Tanzaniennes et une large victoire face aux Sénégalaises, 7-0. Toutefois, Rosella Ayane n'entre en jeu dans aucune des deux rencontres,. Le mois qui suit, elle est convoquée pour disputer deux matchs amicaux contre le Botswana et le Mali respectivement les 28 novembre et 3 décembre 2024. Le Maroc remporte les deux rencontres, 3-1 face au Botswanaises et 1-0 face aux Maliennes. Ayane n'entre en jeu que face au Botswana.
Toujours dans le cadre des préparations à la CAN, elle est convoquée par Jorge Vilda pour disputer deux matchs amicaux internationaux, face au Ghana et Haïti respectivement les 21 et 25 février 2025 à Casablanca. Les Marocaines s'imposent face au Ghanéennes (1-0) et font match nul contre les Haïtiennes (1-1). Rosella Ayane entre en jeu dans les deux matchs,. 
Elle est convoquée pour le stage suivant afin de disputer deux matchs amicaux contre la Tunisie et le Cameroun les 4 et 8 avril 2025 au Stade Père-Jégo. Les Marocaines s'imposent face aux Tunisiennes avec un score de 3 buts à 1. Cependant, elles s'inclinent face aux Camerounaises (0-1). Entrée en cours de jeu face à la Tunisie, Rosella Ayane débute titulaire contre le Cameroun,.
Elle figure dans une liste élargie de 34 joueuses qui prennent part à un rassemblement du 25 mai au 4 juin 2025, soit quelques semaines avant la CAN 2024.

## Statistiques

### Statistiques détaillées en club
| Saison                | Club                        | Championnat           | Championnat | Championnat | Coupe(s) nationale(s) | Coupe(s) nationale(s) | Compétition(s) continentale(s) | Compétition(s) continentale(s) | Compétition(s) continentale(s) | Autres compétitions | Autres compétitions | Autres compétitions | Total | Total |
| Saison                | Club                        | Division              | M.          | B.          | M.                    | B.                    | Comp.                          | M.                             | B.                             | Comp.               | M.                  | B.                  | M.    | B.    |
| 2013                  | Chelsea FC                  | Super League          | 4           | 1           | 0                     | 0                     | -                              | -                              | -                              | -                   | -                   | -                   | 4     | 1     |
| 2014                  | Chelsea FC                  | Super League          | 2           | 0           | 0                     | 0                     | -                              | -                              | -                              | CDL                 | 2                   | 2                   | 4     | 2     |
| 2015                  | Chelsea FC                  | Super League          | 0           | 0           | 0                     | 0                     | LDC                            | 1                              | 0                              | CDL                 | 3                   | 4                   | 4     | 4     |
| Sous-total            | Sous-total                  | Sous-total            | 6           | 1           | 0                     | 0                     | -                              | 1                              | 0                              | -                   | 5                   | 6                   | 12    | 7     |
| 2015                  | Millwall FC (prêt)          | Championship          | 7           | 4           | 0                     | 0                     | -                              | -                              | -                              | -                   | -                   | -                   | 7     | 4     |
| Sous-total            | Sous-total                  | Sous-total            | 7           | 4           | 0                     | 0                     | -                              | -                              | -                              | -                   | -                   | -                   | 7     | 4     |
| 2016                  | Bristol City (prêt)         | Championship          | 7           | 4           | 1                     | 0                     | -                              | -                              | -                              | -                   | -                   | -                   | 8     | 4     |
| Sous-total            | Sous-total                  | Sous-total            | 7           | 4           | 1                     | 0                     | -                              | -                              | -                              | -                   | -                   | -                   | 8     | 4     |
| 2016                  | Everton FC (prêt)           | Championship          | 11          | 1           | 0                     | 0                     | -                              | -                              | -                              | CDL                 | 1                   | 0                   | 12    | 1     |
| Sous-total            | Sous-total                  | Sous-total            | 11          | 1           | 0                     | 0                     | -                              | -                              | -                              | -                   | 1                   | 0                   | 12    | 1     |
| 2017-2018             | A. Limassol                 | Division 1            | 15          | 14          | 0                     | 0                     | LDC                            | 5                              | 5                              | SC                  | 1                   | 1                   | 21    | 20    |
| Sous-total            | Sous-total                  | Sous-total            | 15          | 14          | 0                     | 0                     | -                              | 5                              | 5                              | -                   | 1                   | 1                   | 21    | 20    |
| 2018-2019             | Bristol City                | Championship          | 15          | 1           | 0                     | 0                     | -                              | -                              | -                              | CDL                 | 3                   | 0                   | 18    | 1     |
| Sous-total            | Sous-total                  | Sous-total            | 15          | 1           | 0                     | 0                     | -                              | -                              | -                              | -                   | 3                   | 0                   | 18    | 1     |
| 2019-2020             | Tottenham                   | Super League          | 11          | 0           | 0                     | 0                     | -                              | -                              | -                              | CDL                 | 4                   | 1                   | 15    | 1     |
| 2020-2021             | Tottenham                   | Super League          | 19          | 1           | 0                     | 0                     | -                              | -                              | -                              | CDL                 | 3                   | 1                   | 22    | 2     |
| 2021-2022             | Tottenham                   | Super League          | 17          | 1           | 1                     | 0                     | -                              | -                              | -                              | CDL                 | 5                   | 3                   | 23    | 4     |
| 2022-2023             | Tottenham                   | Super League          | 19          | 1           | 2                     | 0                     | -                              | -                              | -                              | CDL                 | 3                   | 1                   | 24    | 2     |
| 2023-2024             | Tottenham                   | Super League          | 10          | 0           | 3                     | 1                     | -                              | -                              | -                              | CDL                 | 5                   | 2                   | 18    | 3     |
| 2024-2025             | Tottenham                   | Super League          | 4           | 0           | 1                     | 0                     | -                              | -                              | -                              | CDL                 | 0                   | 0                   | 5     | 0     |
| Sous-total            | Sous-total                  | Sous-total            | 79          | 3           | 7                     | 1                     | -                              | -                              | -                              | -                   | 20                  | 8                   | 106   | 12    |
| 2024                  | Red Stars de Chicago (prêt) | Soccer League         | 1           | 0           | 0                     | 0                     | -                              | -                              | -                              | -                   | -                   | -                   | 1     | 0     |
| Total sur la carrière | Total sur la carrière       | Total sur la carrière | 143         | 28          | 7                     | 1                     | -                              | 6                              | 5                              | -                   | 30                  | 15                  | 186   | 49    |

## Palmarès
| Chelsea (2) | Apollon Limassol (1)                                                                             | Tottenham                                | Maroc (1)                                                                      |
| --- | ------------------------------------------------------------------------------------------------ | ---------------------------------------- | ------------------------------------------------------------------------------ |
| - Championnat d'Angleterre (1) - Vainqueur en 2015 - Vice-championne en 2014 et 2016 - Coupe d'Angleterre (1) - Vainqueur en 2015 - Vice-championne en 2016 | - Championnat de Chypre - Vice-championne en 2018 - Supercoupe de Chypre (1) - Vainqueur en 2018 | - Coupe d'Angleterre - Finaliste en 2024 | - Coupe d'Afrique - Finaliste : 2022 - Tournoi de Malte (1) - Vainqueur : 2022 |